# Hans-Peter Steinrück

Leopoldina / Markus Scholz

Hans-Peter Steinrück (* 27. Januar 1959 in Salzburg) ist ein österreichischer Physiker, der sich mit Oberflächenforschung (Surface Science) beschäftigt.

## Leben
Nach der Matura am Bundes-Oberstufenrealgymnasium in Radstadt/Österreich studierte Steinrück Physik an der Technischen Universität Graz und promovierte dort 1985 mit einer Arbeit zur mikroskopischer Reversibilität von Adsorptions- und Desorptionsprozessen. 1985/1986 arbeitete er als Post-Doktorand am Department for Chemical Engineering der Stanford University und untersuchte das Adsorptions- und Reaktionsverhalten kleiner Moleküle auf Einkristalloberflächen mit Molekularstrahlmethoden. Anschließend wechselte er an die Technische Universität München und habilitierte sich dort 1992 über die elektronische Struktur, Symmetrie und Bandstruktur einfacher Kohlenwasserstoffe auf Metallen. 1993 erhielt er eine Professur für Experimentalphysik an der Julius-Maximilians-Universität Würzburg und hat seit 1998 den Lehrstuhl für Physikalische Chemie II der Friedrich-Alexander-Universität Erlangen-Nürnberg (FAU) inne. An der FAU war er 2003–2005 Dekan der Naturwissenschaftlichen Fakultät II und 2006–2011 Vizepräsident. Von 2009 bis 2015 war er Gastprofessor an der University of Science and Technology of China (USTC).
Steinrück arbeitet auf dem Gebiet der Oberflächenforschung im Grenzbereich zwischen Chemie und Physik. Schwerpunkte sind in situ-Untersuchungen von Oberflächenreaktionen, Ionische Flüssigkeiten, redoxaktive Porphyrine, flüssige Metall-Katalysatoren, flüssige organische Wasserstoffspeichermoleküle und die chemische Modifizierung von Graphen. Zur Untersuchung dieser Fragestellungen kommt eine Vielzahl spektroskopischer und mikroskopischer Methoden zum Einsatz, z. T. unter Verwendung von Synchrotronstrahlung.
Er ist Mitglied verschiedener deutscher und ausländischer wissenschaftlicher Gesellschaften und Editor der Fachzeitschrift Surface Science. Seine Ergebnisse hat in mehr als 230 Vorträgen der wissenschaftlichen Öffentlichkeit vorgestellt und gemeinsam mit seiner Gruppe über 350 wissenschaftliche Arbeiten publiziert.

## Mitgliedschaften
Seit 2012 ist Steinrück Mitglied der Chemical Sciences Section der Academia Europaea, seit 2015 Korrespondierendes Mitglied der Österreichischen Akademie der Wissenschaften (ÖAW) im Ausland, seit 2016 Mitglied (Matrikel-Nr. 7682) der Deutschen Akademie der Naturforscher Leopoldina und seit 2018 Mitglied der European Academy of Sciences (EurASc). Im Jahr 2013 wurde er zum Fellow der American Physical Society (APS) und 2017 zum Fellow der American Association for the Advancement of Science (AAAS) gewählt.

## Auszeichnungen
- 1986 Fritz-Kohlrausch-Preis der Österreichischen Physikalischen Gesellschaft
- 2015 Ehrendoktorwürde der Universität Szeged
- 2016 Advanced Grant des European Research Council (ERC)
- 2017 AVS Medard W. Welch Award (USA)
- 2018 Morino-Lectureship der Morino Foundation (Japan)